# Rocquencourt, Oise

Rocquencourt este o comună în departamentul Oise, Franța. În 1 ianuarie 2022 avea o populație de 188 de locuitori.